# Černá Desná (přírodní památka)
Černá Desná je přírodní památka v místní části Desné Desná III – Souš v okrese Jablonec nad Nisou v Libereckém kraji. Oblast spravuje AOPK ČR Správa CHKO Jizerské hory. Důvodem ochrany je údolí horského potoka se soustavou vodopádů, peřejí, skalních ploten a evorzních útvarů – obřích hrnců až kotlů a na tok navazující svahový les charakteru acidofilní bučiny s ohroženými bylinnými druhy.

## Geologie
Podloží je tvořeno porfyrickou středně zrnitou žulou.

## Geomorfologie
V lokalitě se nachází čtyři výrazné tektonicky podmíněné údolní stupně, které kopíruje vodní tok a dává tak vzniknout pravým vodopádům. Pravé vodopády jsou vodopády vzniklé přímo na skalním podloží. V Jizerských horách se nachází i vodopády vzniklé díky uvolněným balvanům a blokům. Čtyři vodopády v přírodní památce nesou pojmenování (ve směru proti proudu): Plotnový vodopád (název je odvozen od přibližně 20 m dlouhé horní skalní plotny), Dlouhý vodopád (jedná se o peřejovitý až kaskádovitý víceramenný úsek o výšce 11 m doplněný rozlehlým a hlubokým vývařištěm a silně asymetrickými skalními kotli), Bukový vodopád a hned nad ním Hrncový vodopád (je 3 metry vysoký a název je odvozen od obřího žulového hrnce, který jak udává cedule v území, je jedním z nejdokonalejších svého druhu v České republice).

## Flora

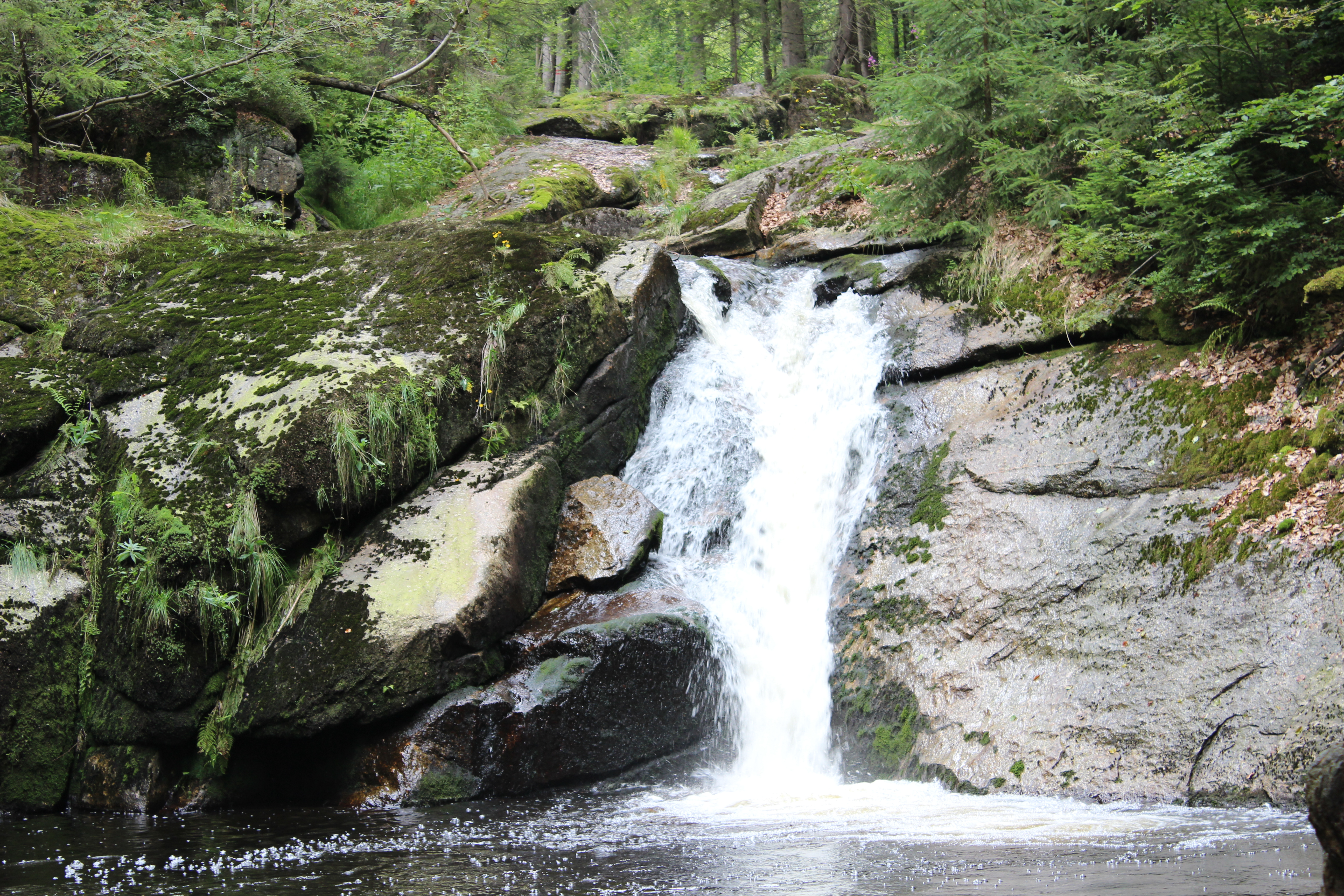
Hrncový vodopád na Černé Desné

V území se vyskytují bylinné druhy horských klimaxových smrčin. Nachází se zde například čípek objímavý (Streptopus amplexifolius), pryskyřník platanolistý (Ranunculus platanifolius), mléčivec alpský (Cicerbita aplina), žebrovice různolistá (Blechnum spicant). Ojediněle zde lze najít plavuň vranec jedlový (Huperzia selago). V přírodní památce je ceněný také les nacházející se na levém břehu Černé Desné, pod cestou. Les je ukázkou acidofilní horské bučiny.

## Fauna
Z ptactva se v území nachází skorec vodní (Cinclus cinclus) a konipas horský (Motacilla cinerea), kteří jsou vázáni na vodní hladinu Černé Desné.

## Zajímavosti

### Tok Černé Desné
Existuje hypotéza o tzv. pirátství vodního toku Černé Desné. Z jizerskohorských toků by měla být jediným vodním tokem, který odebral vody ze sousedního údolí – Černé Říčky (nejspíše v období starších čtvrtohor). Tím Černá Desná získala svou erozní sílu a vymodelovala údolí do dnešní podoby.

### Dopad meteoritu
V neděli 8. listopadu 2020 byl pozorován pád meteoritu nad oblastí při severním okraji Desné. Podle výpočtů vědců z Astronomického ústavu Akademie věd ČR by se úlomky meteoritu mohly nacházet v prostoru přírodní památky Černá Desná na území severně od města, počínaje Sedmidomky a Černým kopcem až po ves Černou Říčku.